# أبلق حبشي
أبلق حبشي (الاسم العلمي: Oenanthe lugubris) (بالإنجليزية: Abyssinian wheatear)‏ هي نوع من الطيور يتبع جنس الأبلق من الفصيلة صائدات الذباب.